# Harlow Rothert
Harlow Rothert, född 1 april 1908 i Carthage i Missouri, död 13 augusti 1997 i Menlo Park i Kalifornien, var en amerikansk friidrottare.
Rothert blev olympisk silvermedaljör i kulstötning vid sommarspelen 1932 i Los Angeles.